# 奥羽山脈
奥羽山脈（おううさんみゃく）は、日本の東北地方の中央部を、青森県の夏泊半島から福島・栃木県境の帝釈山地に至る全長約500 kmの脊梁山脈である。

## 概要

東北から関東北端まで縦貫する奥羽山脈。

日本の本州最北端の県である青森県の夏泊半島付近から、ほぼ南西方向に岩手県、秋田県、宮城県、山形県、福島県と縦断し、栃木県那須岳連峰まで約500 kmにわたって連なる脊梁山脈である。標高約1,000mから2,000 m前後の山々が連なり、最高地点は岩手県に位置する岩手山（標高2,038m）である。
東日本火山帯の一部である那須火山帯に含まれており、八甲田山、八幡平、岩手山、栗駒山、蔵王連峰、吾妻連峰、安達太良山、那須岳などといった火山がある。
この山脈の名称である奥羽は、日本の律令制に基づいておかれた令制国である陸奥国（奥州）と出羽国（羽州）をあわせた総称に由来する。陸奥国と出羽国に見られるように、かつてよりこの地域を二つに分け隔てる山脈であった。現在も岩手県と秋田県、宮城県と山形県に見られるように、この山脈に県の境界が置かれている。
日本の気候、特に東北地方の気候もこの山脈によって日本海側気候と太平洋側気候の二つに分け隔てられる。
山脈の一部が十和田八幡平国立公園、栗駒国定公園、蔵王国定公園、磐梯朝日国立公園、日光国立公園に含まれる。

## 地形の歴史
日本列島の形成前からずっと陸地であり続けた北上山地や阿武隈高地とは異なり、奥羽山脈は比較的新しい地形である。奥羽山脈にあたる場所は日本海の拡大期（約2500万年前から約1500万年前）には海底にあり、その後も火山活動が続いていたものの、海面下にあった。
陸地になったのは、約800万年前のことである。現在まで続く圧縮圧力により褶曲しながら隆起し、両側で逆断層を作って高まり、並行して活動した火山が大規模カルデラを作りつつ高度をさらに増した。山脈の両側ははじめ海だったが、数百万年を経て陸化し、今あるような盆地・低地群が連なるようになった。

## 主な山岳

### 八甲田山系

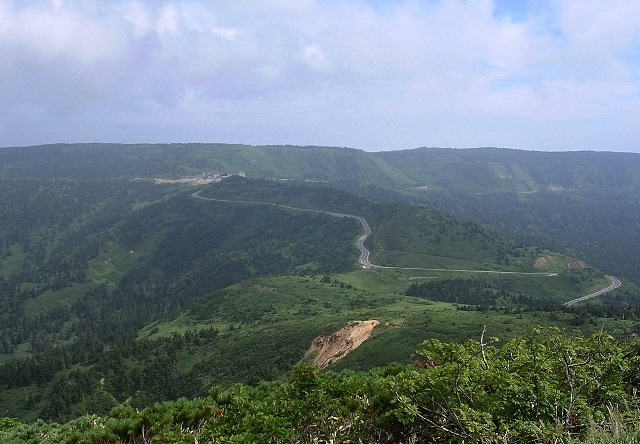
八幡平

- 八甲田大岳
- 駒ヶ峯
- 櫛ヶ峯

### 八幡平周辺
- 八幡平
- 秋田焼山
- 秋田駒ヶ岳
- 烏帽子岳（乳頭山）

### 岩手山

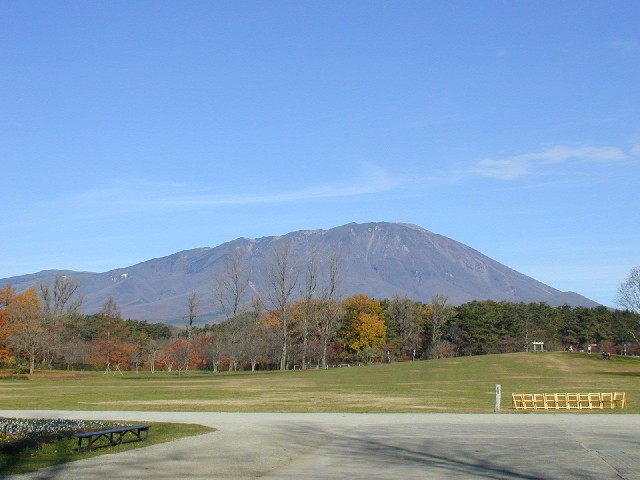
岩手山

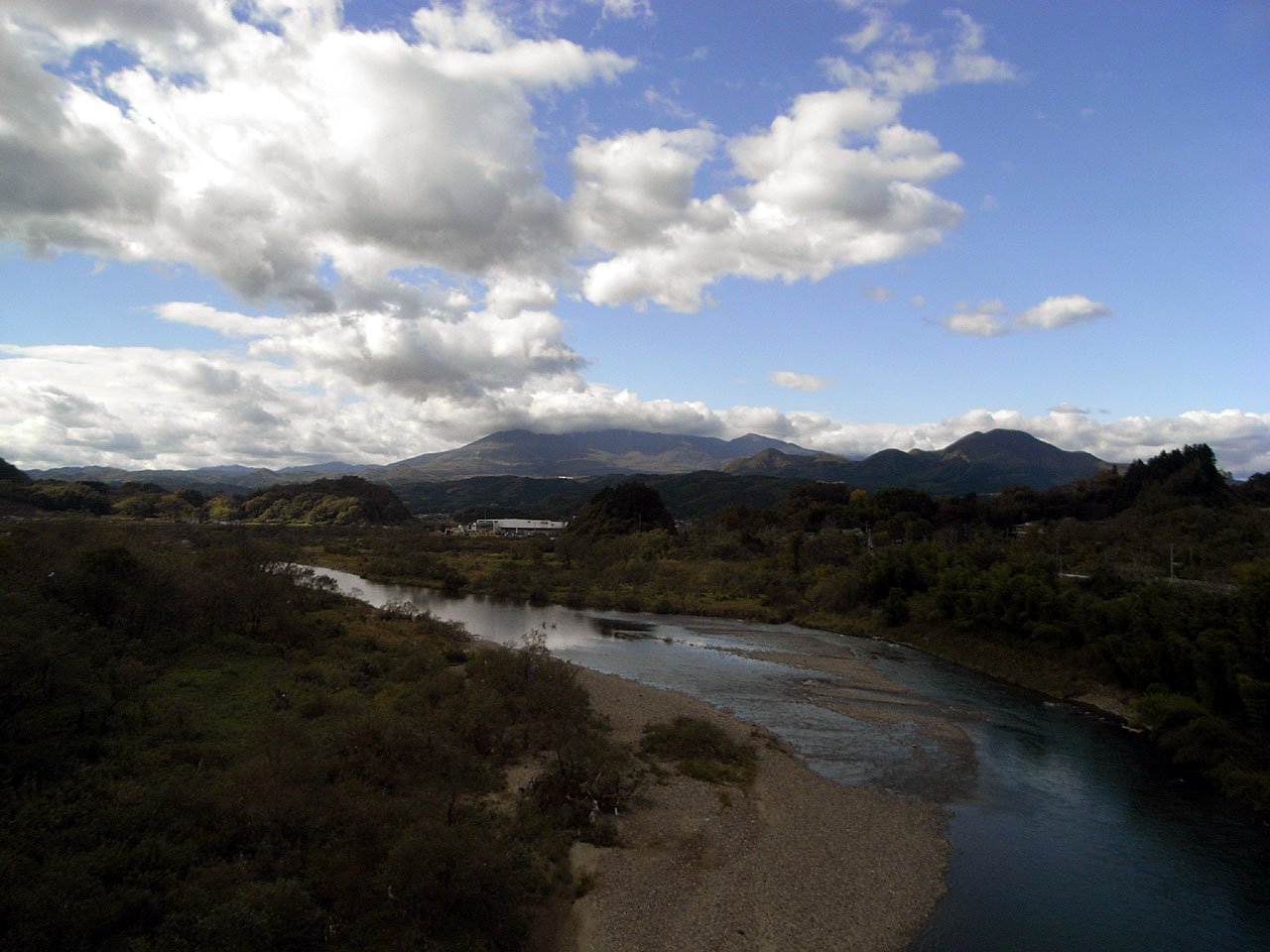
蔵王連峰

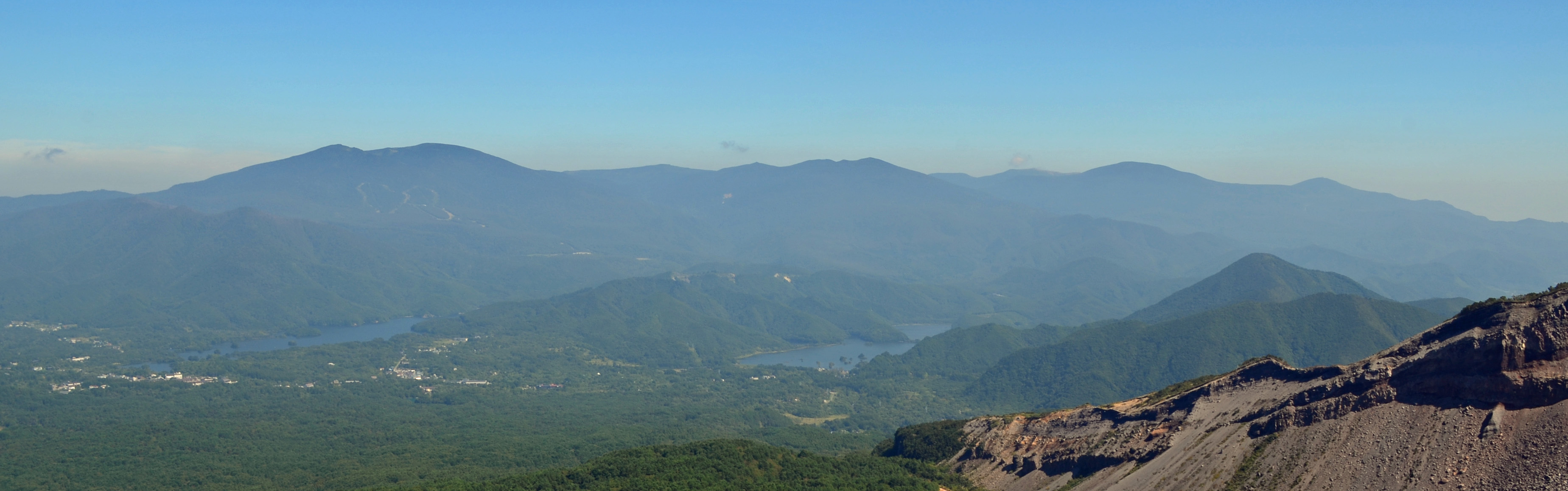
吾妻山

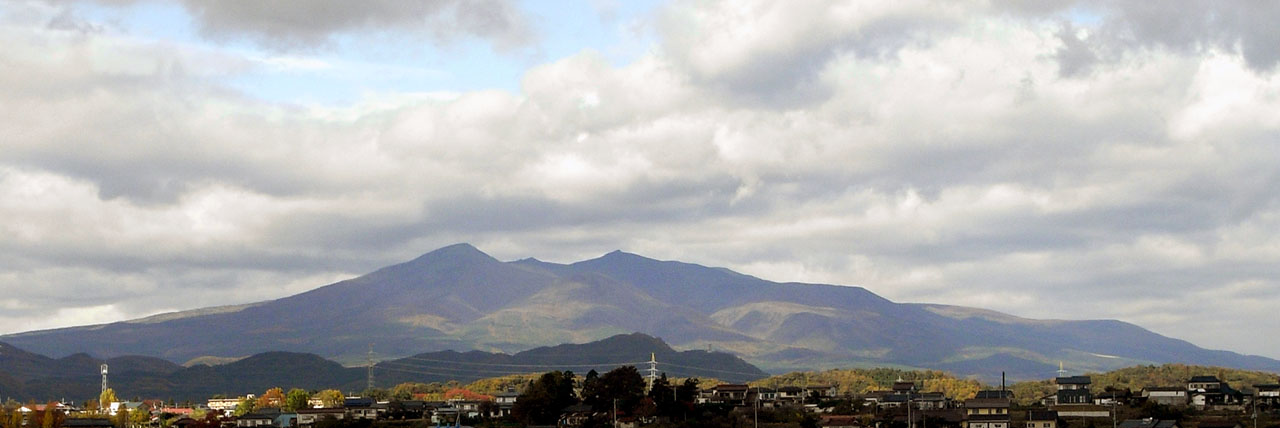
安達太良山

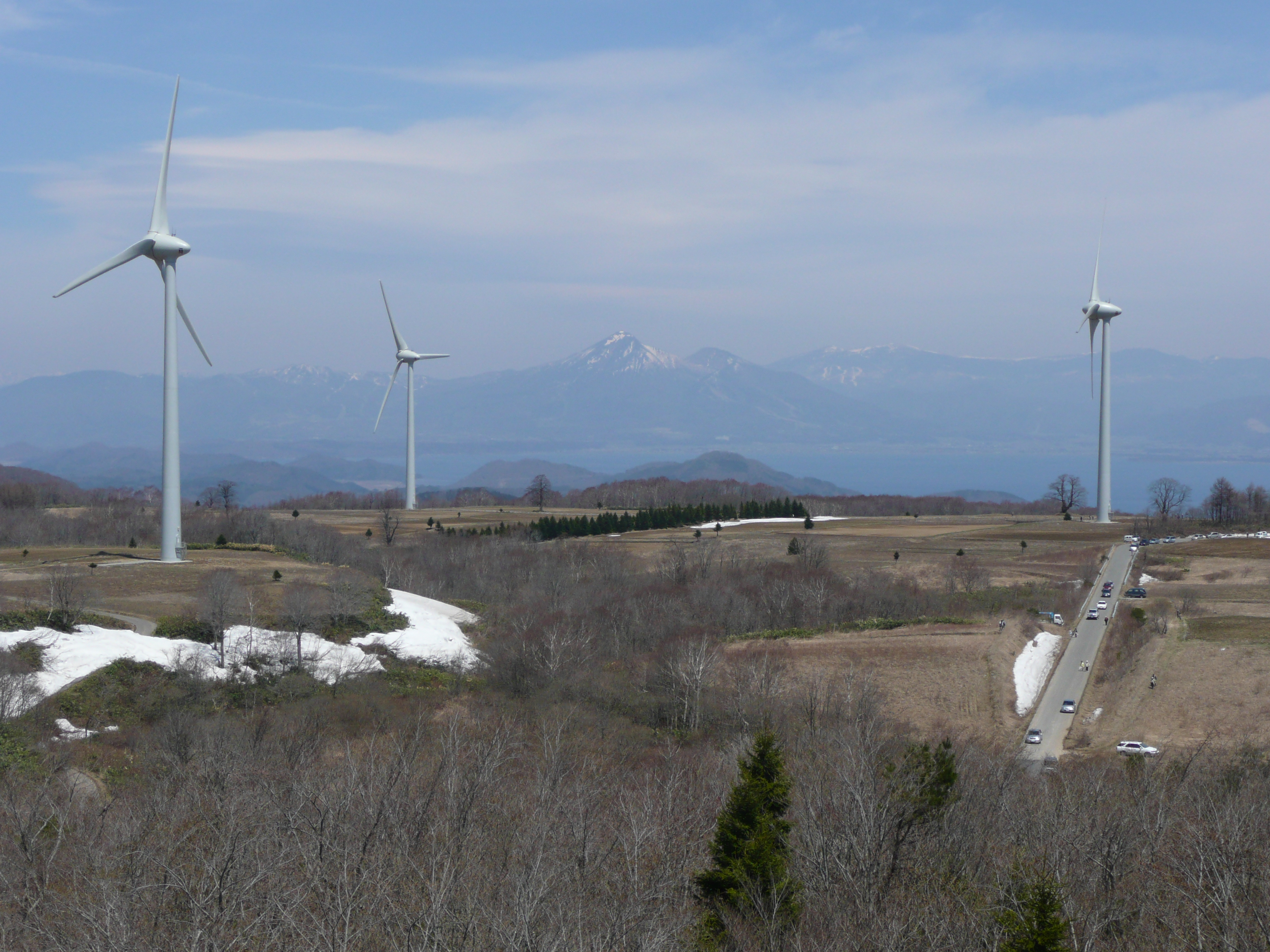
会津布引山より見る磐梯山

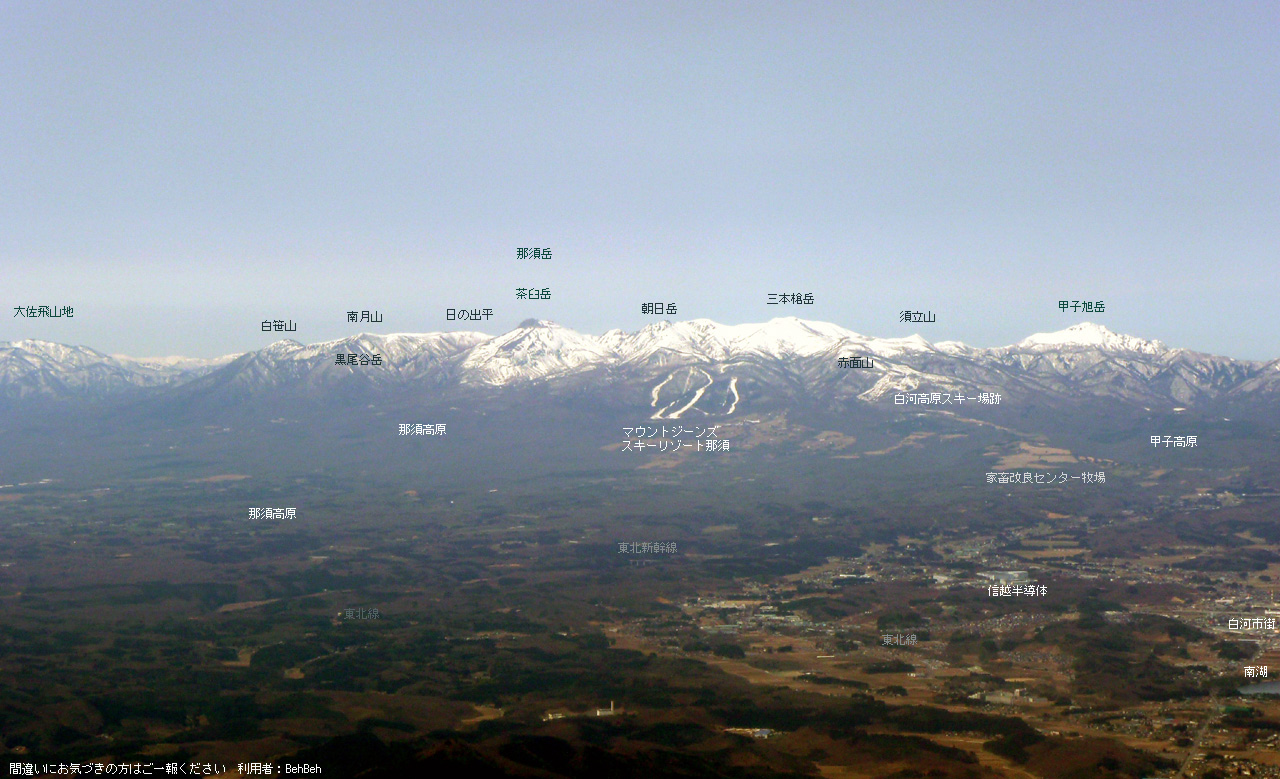
那須岳

- 岩手山

### 真昼山地
- 和賀岳
- 白岩岳
- 真昼岳

### 栗駒山周辺
- 焼石岳
- 栗駒山
- 神室山
- 荒雄岳

### 船形山周辺
- 船形山
- 白髪山

### 蔵王連峰
- 雁戸山
- 熊野岳
- 馬の背
- 刈田岳
- 屏風岳
- 不忘山

### 吾妻山（吾妻連峰）
- 西吾妻山
- 中吾妻山
- 東吾妻山
- 吾妻小富士
- 一切経山

### 安達太良山系
- 安達太良山
- 箕輪山

### 磐梯山周辺
- 磐梯山
- 櫛ヶ峰
- 会津布引山

### 那須岳
- 茶臼岳
- 朝日岳
- 三本槍岳
- 南月山
- 黒尾谷岳

## 奥羽山脈の画像一覧

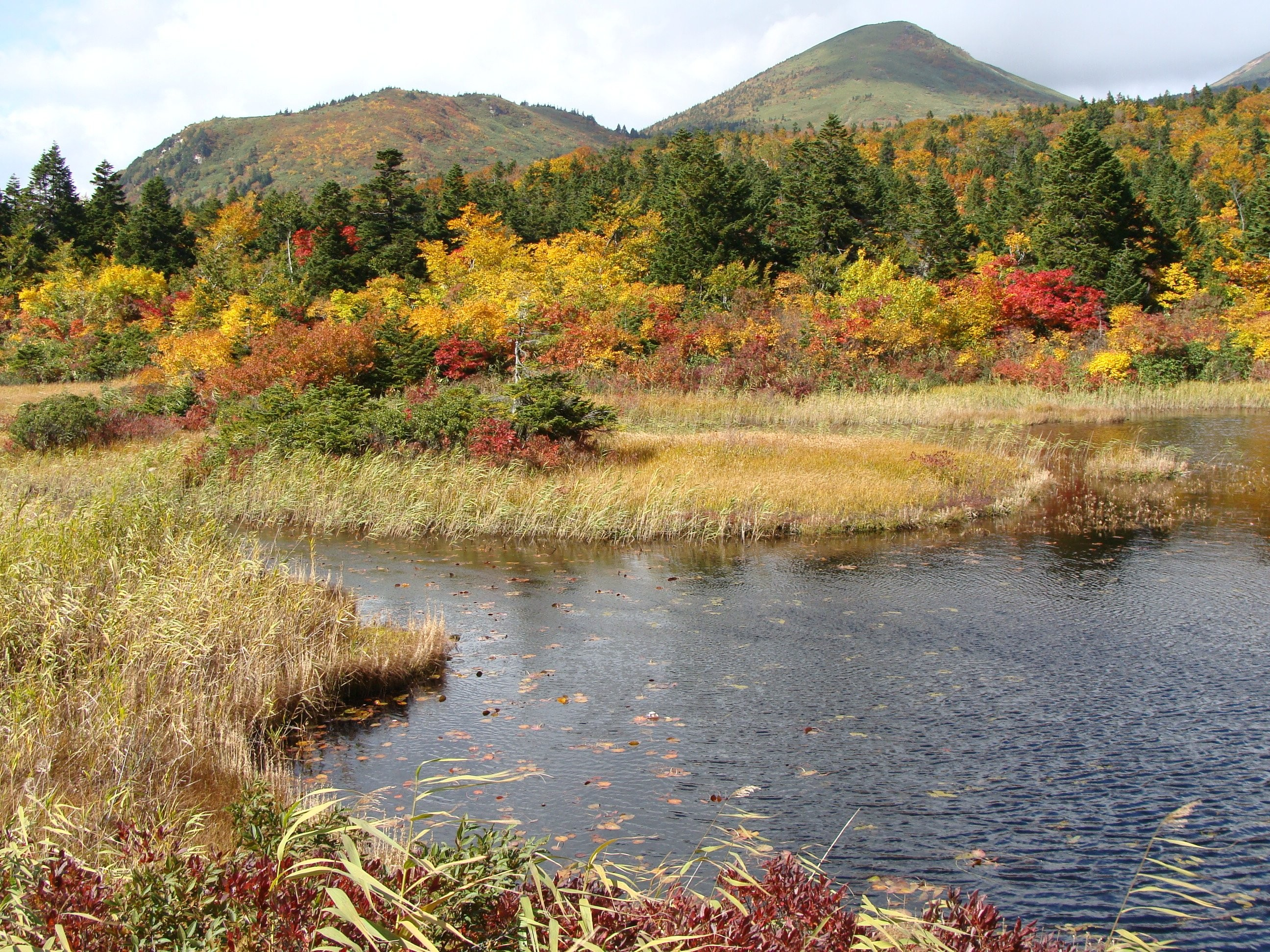
八甲田山中の睡蓮沼
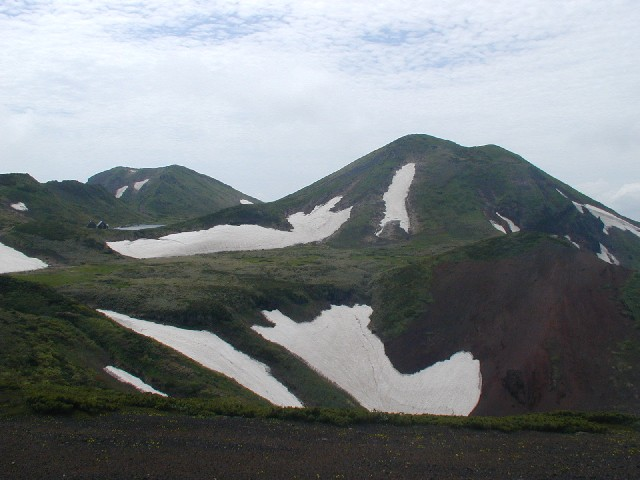
秋田駒ヶ岳
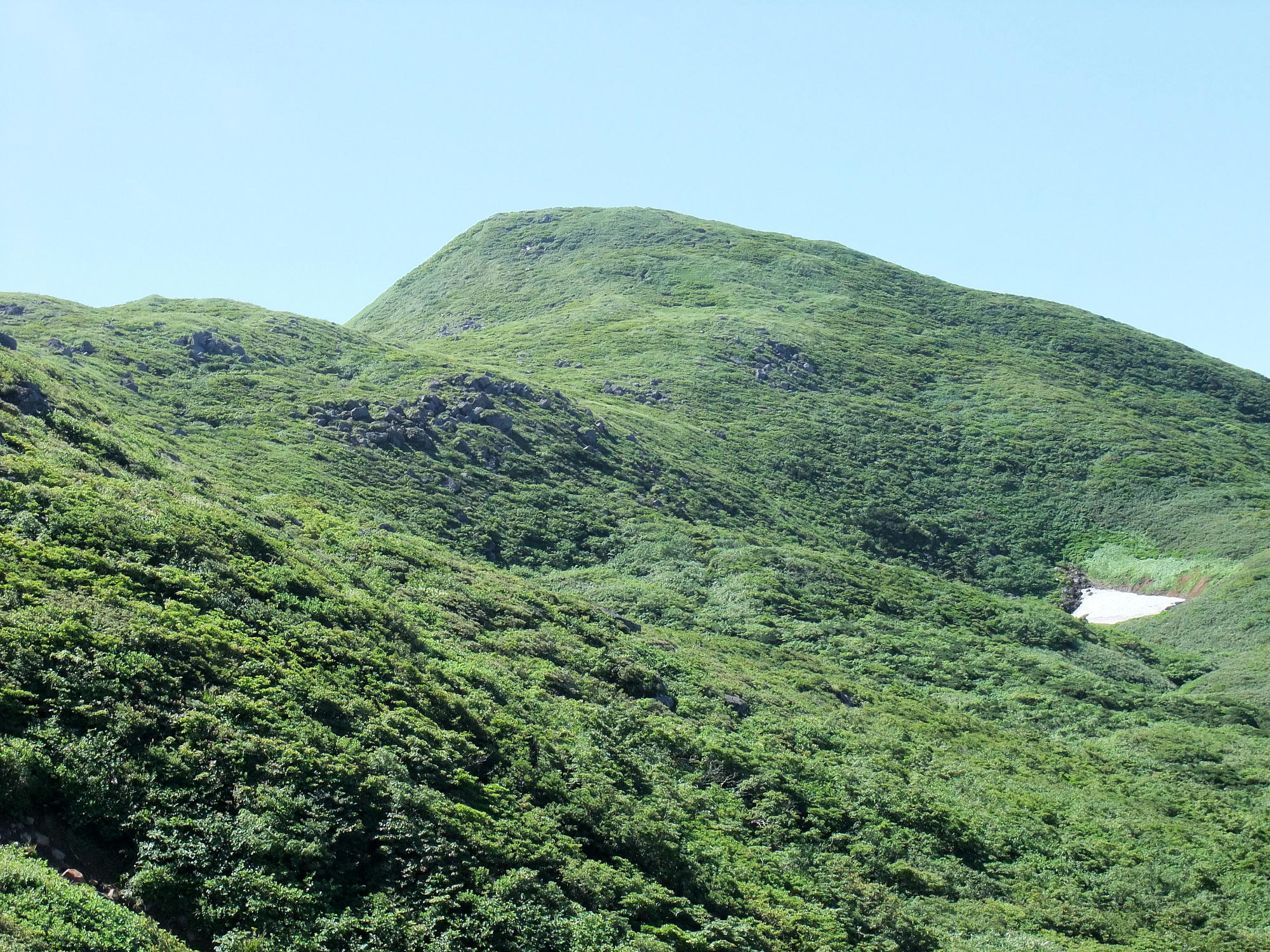
焼石岳
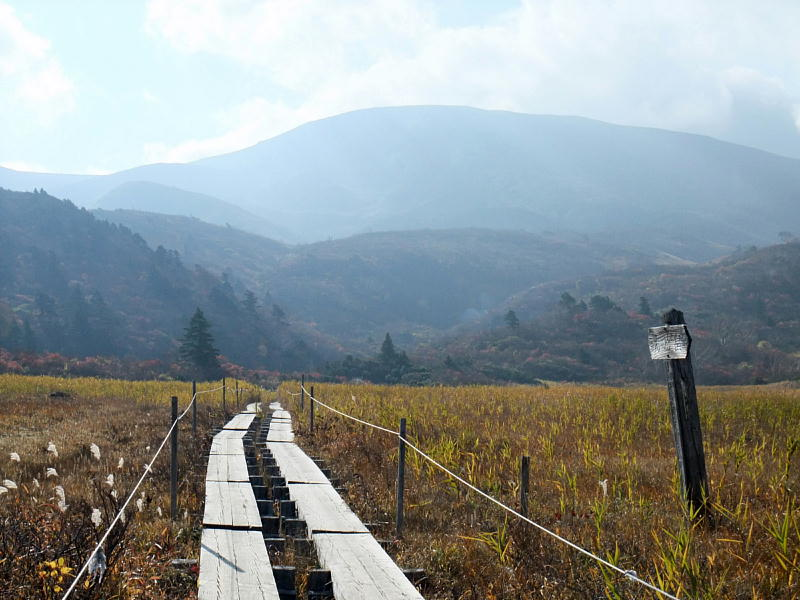
栗駒山
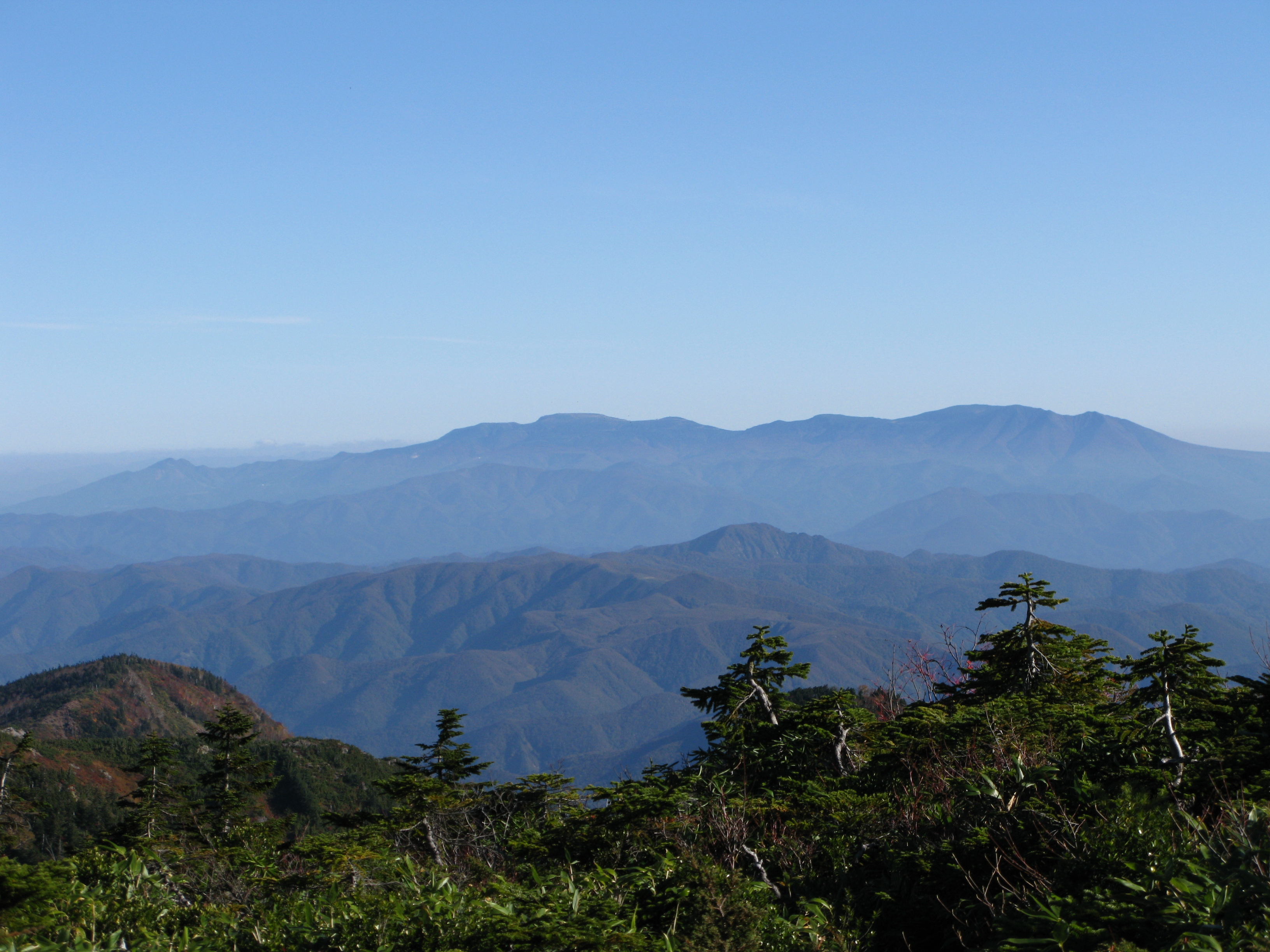
吾妻山から見る蔵王連峰
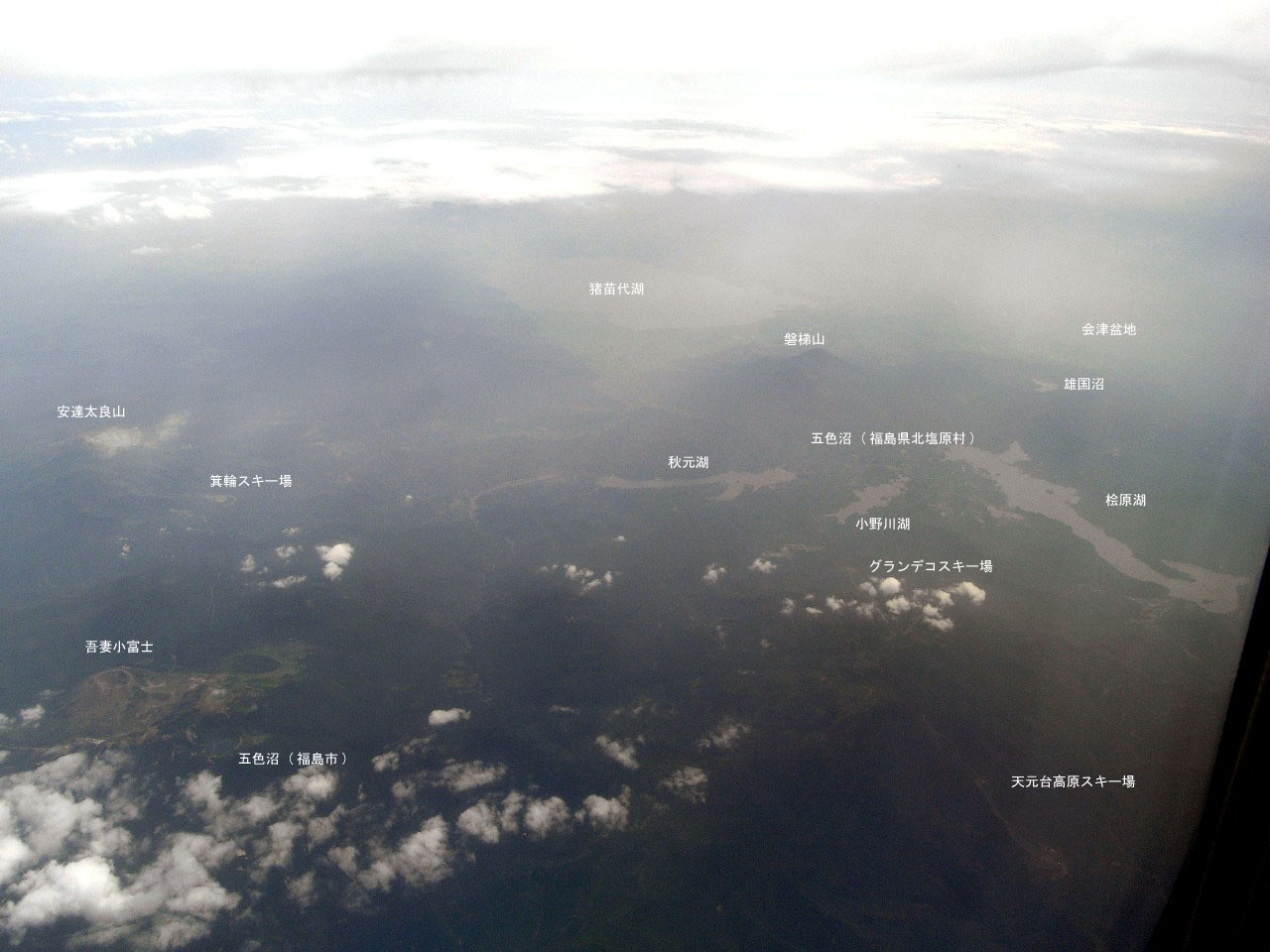
吾妻山、磐梯山、安達太良山エリア空撮
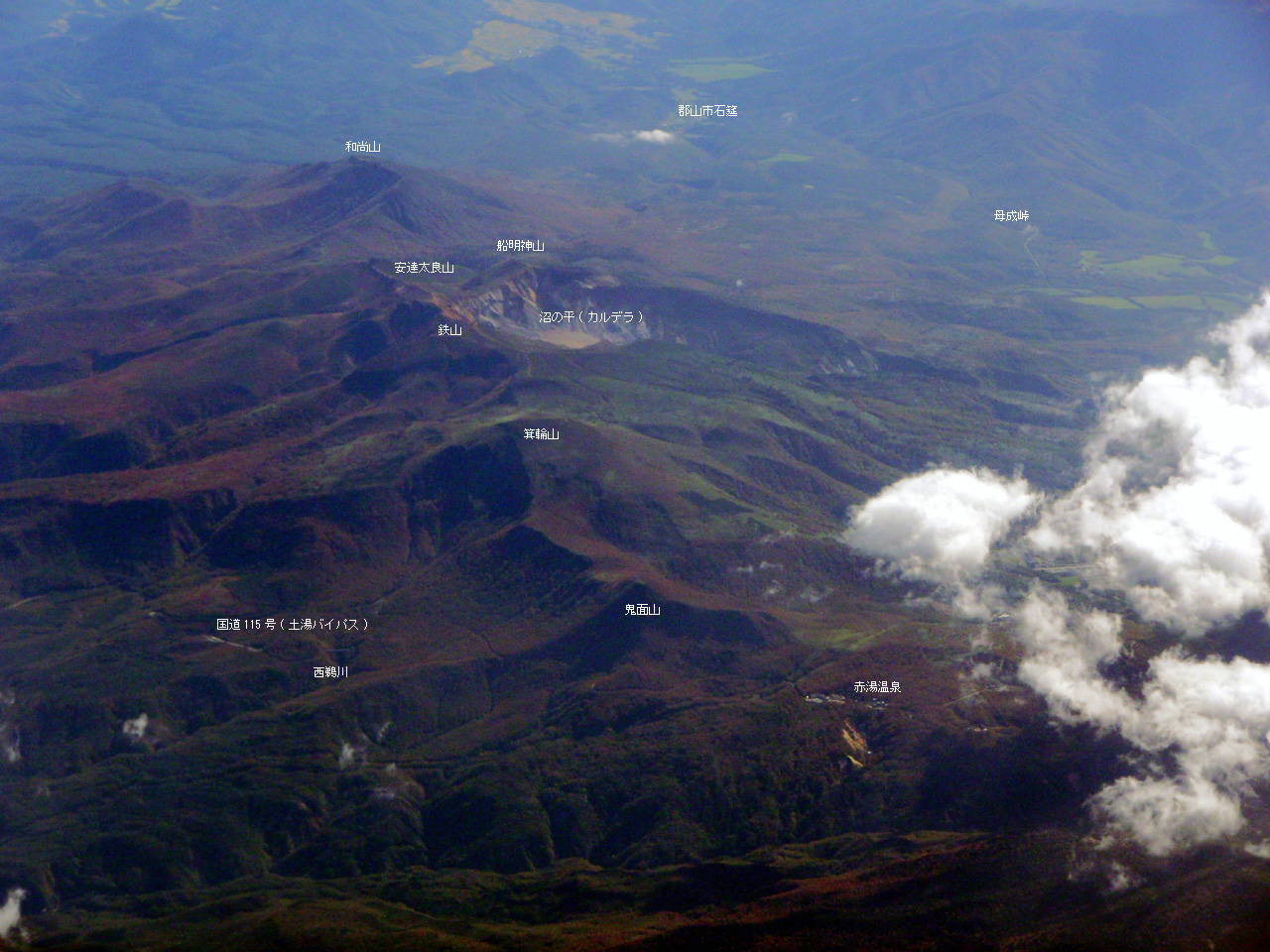
安達太良山沼の平火口（カルデラ）空撮
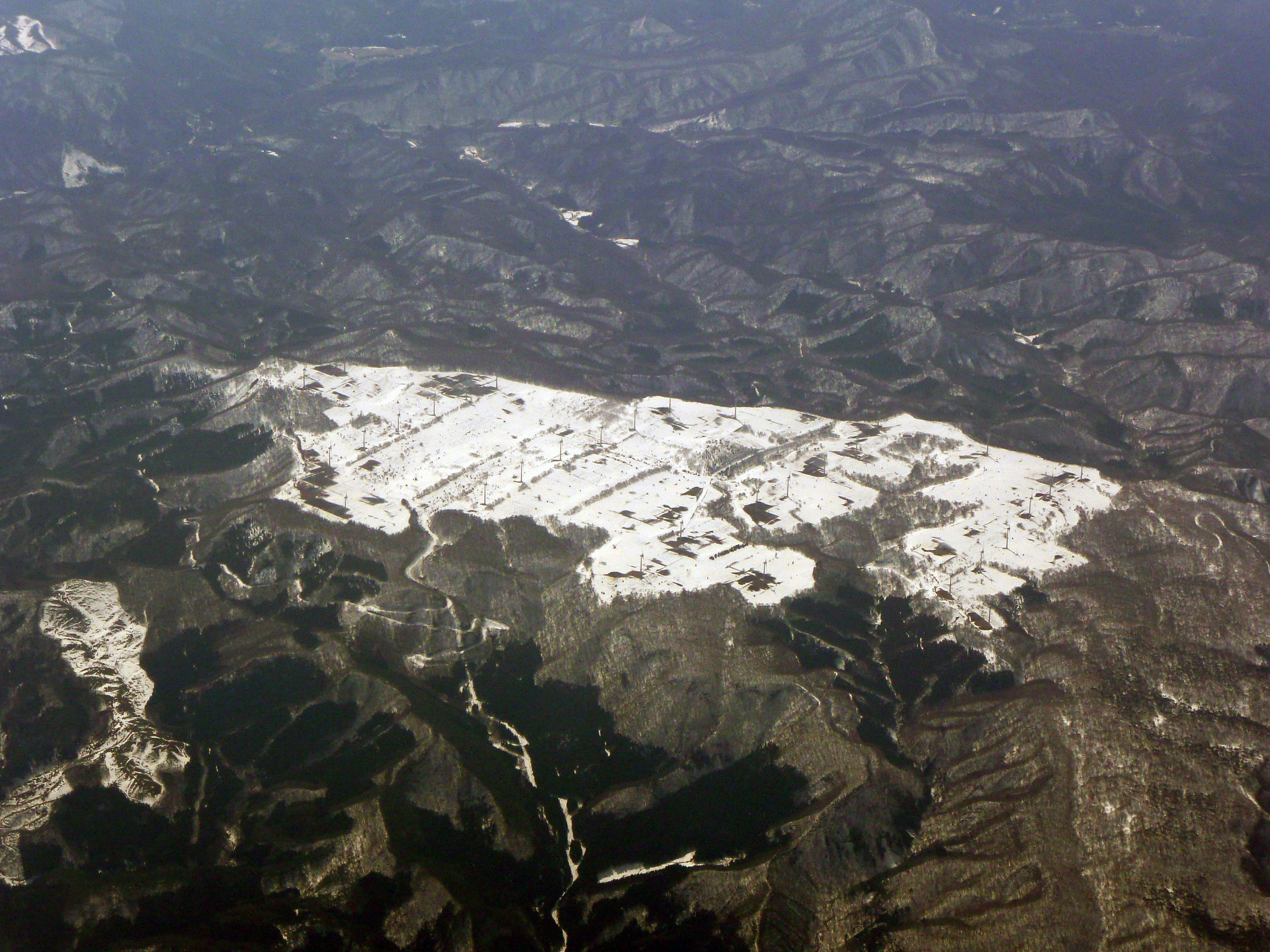
布引高原。山頂に平坦な高原が広がる。
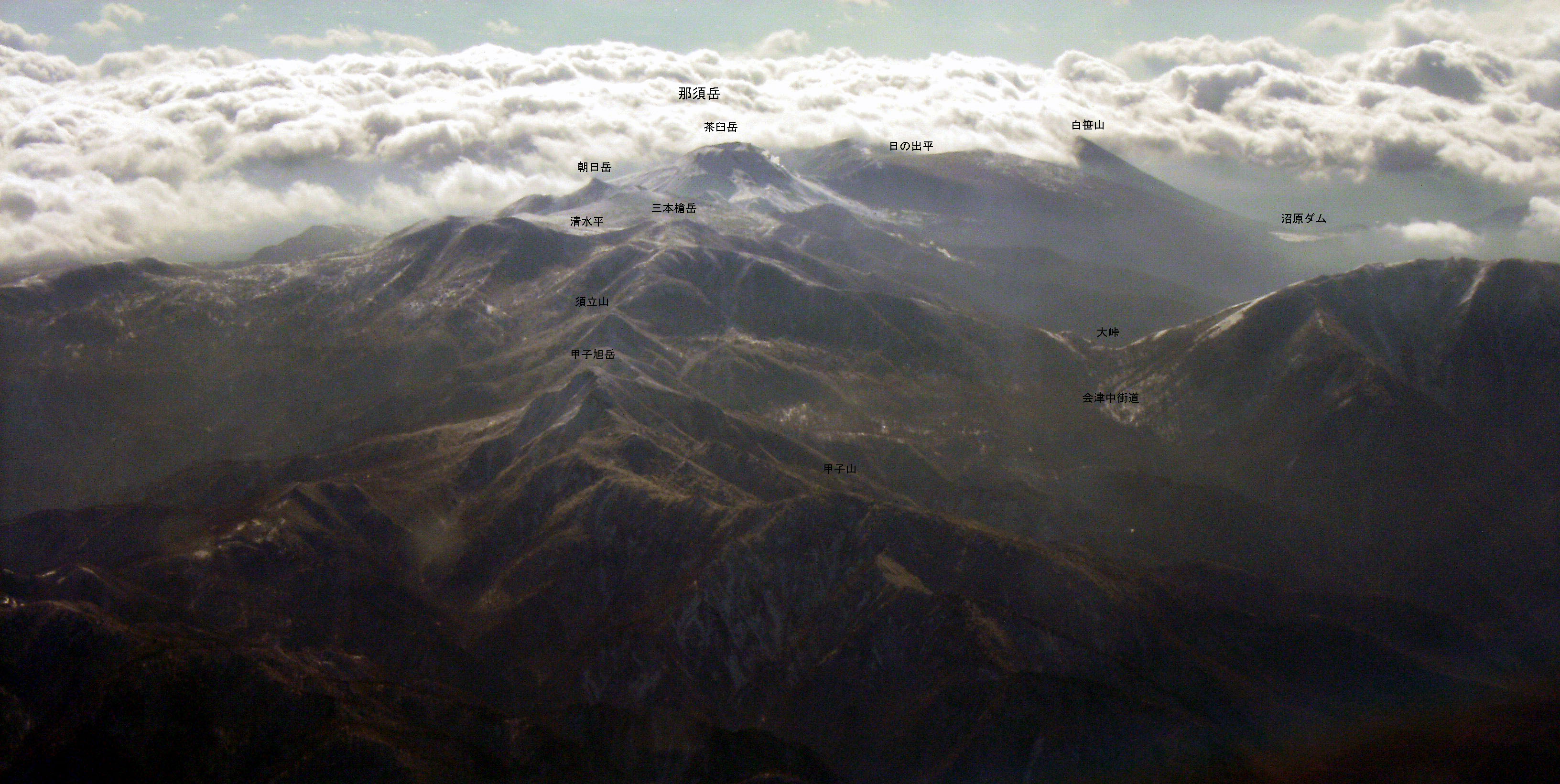
奥羽山脈南端の那須岳を山脈主稜線上の北方より望む
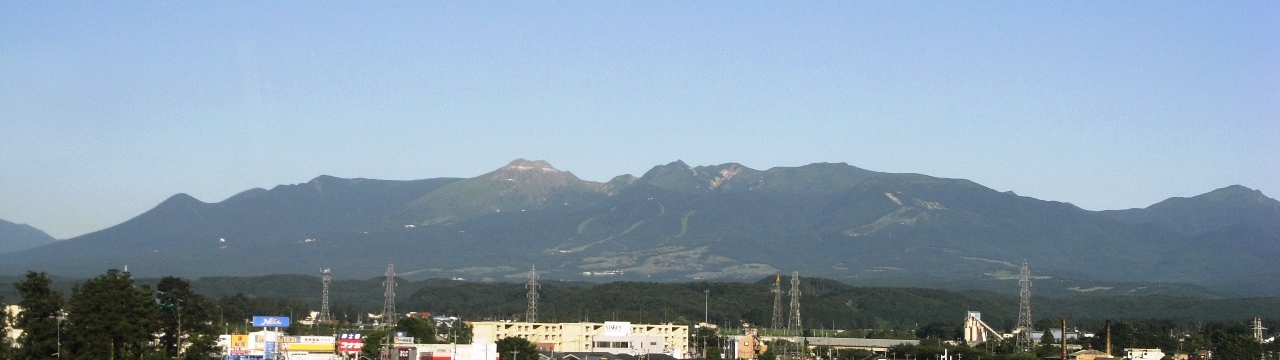
白河市より見る那須岳
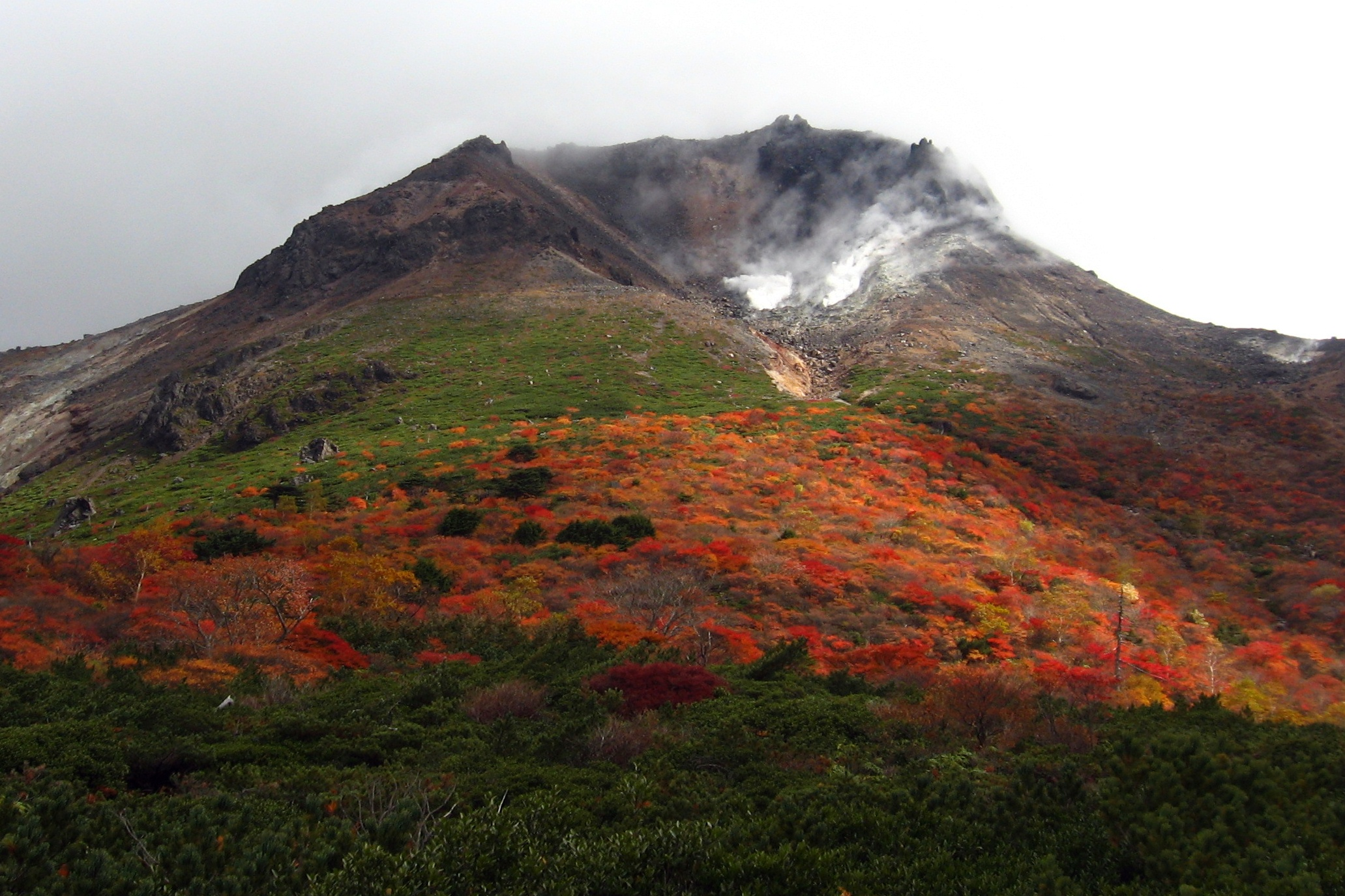
那須岳の主峰茶臼岳（中央が噴気口）